# Ofensiva de Mayadin (2017)
A Ofensiva de Mayadin (2017) foi uma ofensiva militar lançada pelo Exército Árabe Sírio (EAA) contra os militantes do Estado Islâmico do Iraque e do Levante (EIIL) no distrito de Deir Ezzor, após o levantamento do cerco de 3 anos sobre a cidade de Deir Ezzor. A ofensiva de Mayadin, conduzida pelas tropas sírias, foi feita com objectiva de capturar a cidade de Mayadin, que se tinha tornado a nova "capital" do Estado Islâmico, bem como os territórios ao redor.

## Ofensiva
O Exército Sírio, graças a ganhos efectuados em ofensivas anteriores, ficando a cerca de 10 quilómetros do bastião do EIIL de Mayadin a 4 de outubro. Ao mesmo tempo, o grupo pró-oposição do Observatório Sírio de Direitos Humanos afirmou que ataques aéreos russos ou sírios mataram entre 38 a 67 civis que estavam a cruzar o Rio Eufrates em barco. No dia seguinte, a Guarda Republicana, a 4.ª Divisão Blindada e a 5.ª Legião continuaram a avançar sobre a cidade, ficando a 6 quilómetros de Mayadin.
As tropas sírias avançaram sobre a cidade, pela zona ocidental, a 6 de outubro. No dia seguinte, fontes pró-governo reportaram que cerca de metade da cidade de Mayadin foram capturadas pelo EAA, com o aeroporto também a ser capturado. Ao longo do dia, uma onde de ataques russos contra alvos do EIIL próximos de Mayadin e próximos da fronteira com o Iraque mataram, segundo fontes, cerca de 180 militantes islâmicos, incluindo um elevando número de combatentes estrangeiros. Apesar disto, no dia seguinte, um contra-ataque do EIIL conseguiu empurrar o Exército Sírio de Mayadin, com 38 soldados a serem mortos.
A 10 de outubro, confrontos começaram nos subúrbios em antecipação do ataque das tropas sírias sobre a cidade, segundo fontes russas. Em 11 de outubro, o Exército Sírio começou a montar um cerco sobre a cidade, conseguindo-o montar com sucesso no dia seguinte. O Exército Sírio, após montar o cerco, avançou sobre a zona ocidental e a zona norte de Mayadin, capturando quatro bairros citadinos.
A 14 de outubro, o Exército Sírio conseguiu capturar Mayadin. No dia seguinte, as Forças Tigre do EAA avançou sobre a zona rural de Mayadin, com objectivo de chegar a Al-Asharah. No dia 17 de outubro, todo o território do EIIL, que estava cercado, entre Deir Ezzor e Mayadin ao longo do Eufrates foi capturado pelas Forças Tigre.

## Após a ofensiva
Em 20 de outubro, o Exército Sírio cruzou o Eufrates, capturando a localidade de Zeban, apenas horas após chegar aos arredores do complexo de petróleo de Al-Omar, o maior da Síria, que contribua em um quarto da produção petrolífera síria antes do início da Guerra Civil Síria. Numa acção surpreendente, os combatentes do Estado Islâmico que estavam na complexo desertaram para as Forças Democráticas Sírias a 22 de outubro. No mesmo dia, as tropas sírias avançaram a sul de Mayadin, capturando a localidade de Al-Quriyah